# Roundhay Garden Scene
Roundhay Garden Scene (en català: Escena en el jardí Roundhay) és una pel·lícula del Regne Unit molt breu rodada el 14 d'octubre de 1888 al jardí de Grange de Oakwood, Roundhay, Leeds, West Yorkshire, Anglaterra. Roundhay Garden Scene és la pel·lícula més antiga filmada, va ser rodada set anys abans de la data en la qual es considera que va néixer el cinema (1895).
El film té només 1,66 segons de durada (la versió numerada dura 2,11 segons). El realitzador va ser l'inventor francès Louis Aimé Augustin Le Prince que va rodar el metratge al jardí de la que era la casa dels seus sogres. Protagonitzen el film Adolphe Le Prince, fill del realitzador, Sarah Whitley, sogra de Louis Le Prince, Joseph Whitley, espòs d'aquesta última, i Harriet Hartley, amiga de la família.
El metratge és considerat com la primera pel·lícula filmada de la història del cinema convertint així a Louis Le Prince en el creador d'aquest mitjà, avançant-se a Thomas Alva Edison i el seu cinetoscopi (1891) i als germans Lumière amb el cinematògraf (1895).

## Al voltant del film
El curtmetratge, però, mai va arribar als Estats Units. El seu autor, Louis Le Prince, va desaparèixer misteriosament el 16 de setembre de 1890 de camí a París on anava a patentar el seu invent. L'any 2003, 113 anys després de la seva desaparició, es va trobar en els arxius policials les imatges del que podria ser Louis Le Prince. Es tractava d'un home no identificat, trobat ofegat al fons del Sena. Les versions al voltant d'aquest fet són moltes, des d'un possible suïcidi per problemes econòmics a un homicidi.
La mort de Sarah Whitley, sogra de Louis Le Prince, va contribuir en el misteri que envolta la pel·lícula. Whitley, que apareixia al metratge va morir deu dies després del rodatge. Posteriorment, la mort en estranyes circumstàncies d'Adolphe, fill de Le Prince l'any 1900, va desvetllar sospites després que dos anys abans, anés a judici amb Edison per un conflicte de patents.

## Remasterització
L'escena consta de 20 fotogarmes que, al reproduir-se amb el projector de Louis Le Prince que anava a 12 fotogrames per segon, donava al film una durada de 1,66 segons.
L'any 1930 l'Institut Nacional Museu de Fotografia, Cinema i Televisió de Bradford, va treballar en una remasterització on es va ampliar el material original a 52 fotogrames. Aquesta seqüència, al ser reproduïda amb la cadència de la cinematografia moderna (24 quadres per segon), va passar del temps original a una durada de 2,11 segons.